# Christer Fuglesang
Arne Christer Fuglesang (* 18. března 1957 Stockholm, Švédsko) je švédský fyzik a astronaut, který se při misi STS-116 v roce 2006 stal prvním Švédem ve vesmíru.
Od roku 1992 působí v řadách oddílu astronautů Evropské kosmické agentury (ESA), v letech 2006 a 2009 se zúčastnil kosmických letů STS-116 a STS-128 amerických raketoplánů Space Shuttle na Mezinárodní vesmírnou stanici (ISS), během kterých pětkrát vystoupil do otevřeného vesmíru, čímž se stal prvním astronautem vyjma Američanů a Rusů s více než třemi výstupy. Jeho kosmické lety trvaly celkem 26 dní, 14 hodin a 51 minut, z toho 31 hodin a 54 minut zabraly výstupy do vesmíru.

## Život
Christer Fuglesang pochází ze Stockholmu, metropole Švédska. Roku 1975 absolvoval jedno z tamních gymnázií, roku 1981 dokončil magisterské studium fyziky na Královském technickém institutu (Kungl Tekniska Hogskolan, KTH). Ještě během studia začal pracovat v Evropské organizaci pro jaderný výzkum (CERN) v Ženevě. Od roku 1980 současně vyučoval matematiku na KTH. Roku 1991 přešel z CERNu do Fyzikálního institutu Manne Siegbahna (Manne Siegbahninstitutet för fysik) ve Stockholmu.
Roku 1991 se přihlásil do druhého náboru astronautů Evropské kosmické agentury (ESA), prosadil se mezi pět švédských finalistů a nakonec v květnu 1992 se stal jedním z pěti nových astronautů ESA. Budoucí astronauti zahájili výcvik v Evropském středisku astronautů (European Astronauts Centre, EAC) v Kolíně nad Rýnem i ruském Středisku přípravy kosmonautů (CPK) u Moskvy. V květnu 1993 byl zařazen do programu EuroMir-95 – dlouhodobému letu evropského astronauta na ruské kosmické stanici Mir. S Thomasem Reiterem zahájil výcvik v CPK, v březnu 1995 byl Reiter zařazen do hlavní posádky a Fuglesang zůstal v záloze. Během Reiterova letu (v září 1995 – únoru 1996) byl hlavním koordinátorem spojení mezi Reiterem a střediskem řízení vědeckého vybavení (Payloads Operations Control Centre) v německém Oberpfaffenhofenu

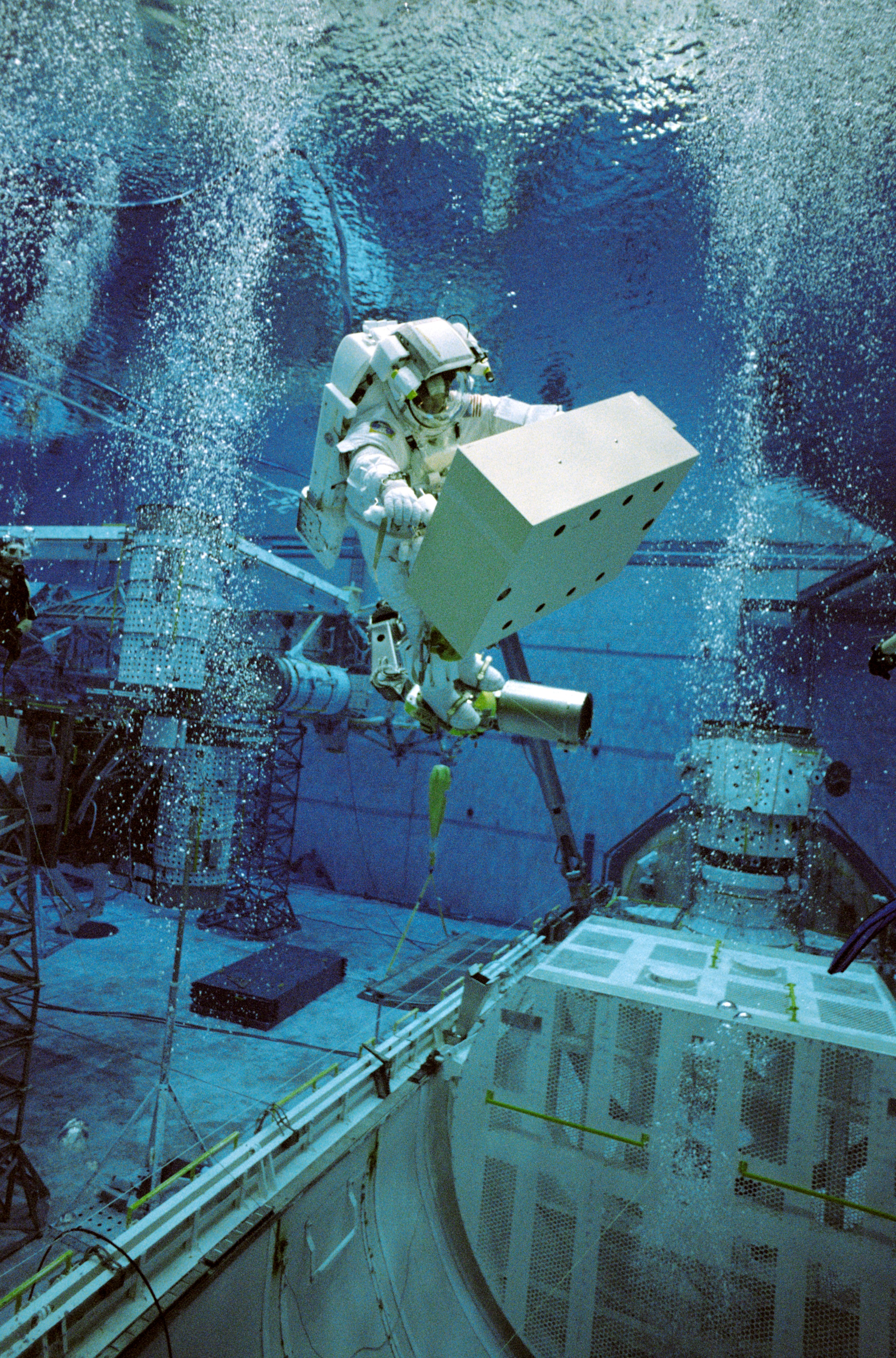
Christer Fuglesang v bazénu Johnsonova střediska NASA v Houstonu nacvičuje výstup na povrch stanice ISS

V letech 1996–1998 absolvoval společnou přípravu s astronauty 16. náboru NASA, kterou završil získáním kvalifikace letového specialisty. Roku 1998 podstoupil doplňující výcvik v CPK zakončený přiznáním kvalifikace velitele přistávacího modulu lodi Sojuz TM. Poté pracoval v Johnsonově středisku NASA v Houstonu.
Pokračoval rovněž ve vědecké práci, již dříve se zapojil do experimentu SilEye, zkoumajícího světelné záblesky viděné kosmonauty na stanici Mir v letech 1995–1999; výzkum pokračoval i na ISS. Inicioval projekt DESIRE, zkoumající radiační zatížení stanice ISS.
V únoru 2002 ho NASA jmenovala letovým specialistou mise STS-116 k Mezinárodní vesmírné stanici (ISS), která měla proběhnout v létě 2003. Po zničení raketoplánu Columbia během přistání v únoru 2003 byl však let odložen.
Do vesmíru se posádka mise STS-116 dostala až 10. prosince 2006 v raketoplánu Discovery. Náplní letu bylo přivezení a instalace části příčného nosníku stanice, dopravení zásob na stanici a vystřídání jednoho člena posádky stanice. K instalaci nosníku, přepojení elektroinstalace a dalším pracím byly nutné čtyři výstupy do vesmíru, Fuglesang se zúčastnil tří z nich. Let trval 12  dní, 20 hodin a 44 minut.
V červenci 2008 NASA oznámila složení posádky mise STS-128, ve které byl Fuglesang členem čtveřice letových specialistů. Do vesmíru astronauti odstartovali v raketoplánu Discovery 29. srpna 2009. Na stanici astronauti dopravili modul Leonardo se zásobami a podnikli tři výstupy na její povrch, dvou se zúčastnil Fuglesang.
Od května 2010 je vedoucím divize vědy a aplikací v ředitelství pilotovaných kosmických letů (Directorat of Human Spaceflight and Exploration) ve výzkumném a technologickém středisku ESA v Noordwijku (ESTEC, European Space Research & Technology Center).
Christer Fuglesang je ženatý, má dvě dcery a syna.